# 38-cm-Sturmmörser

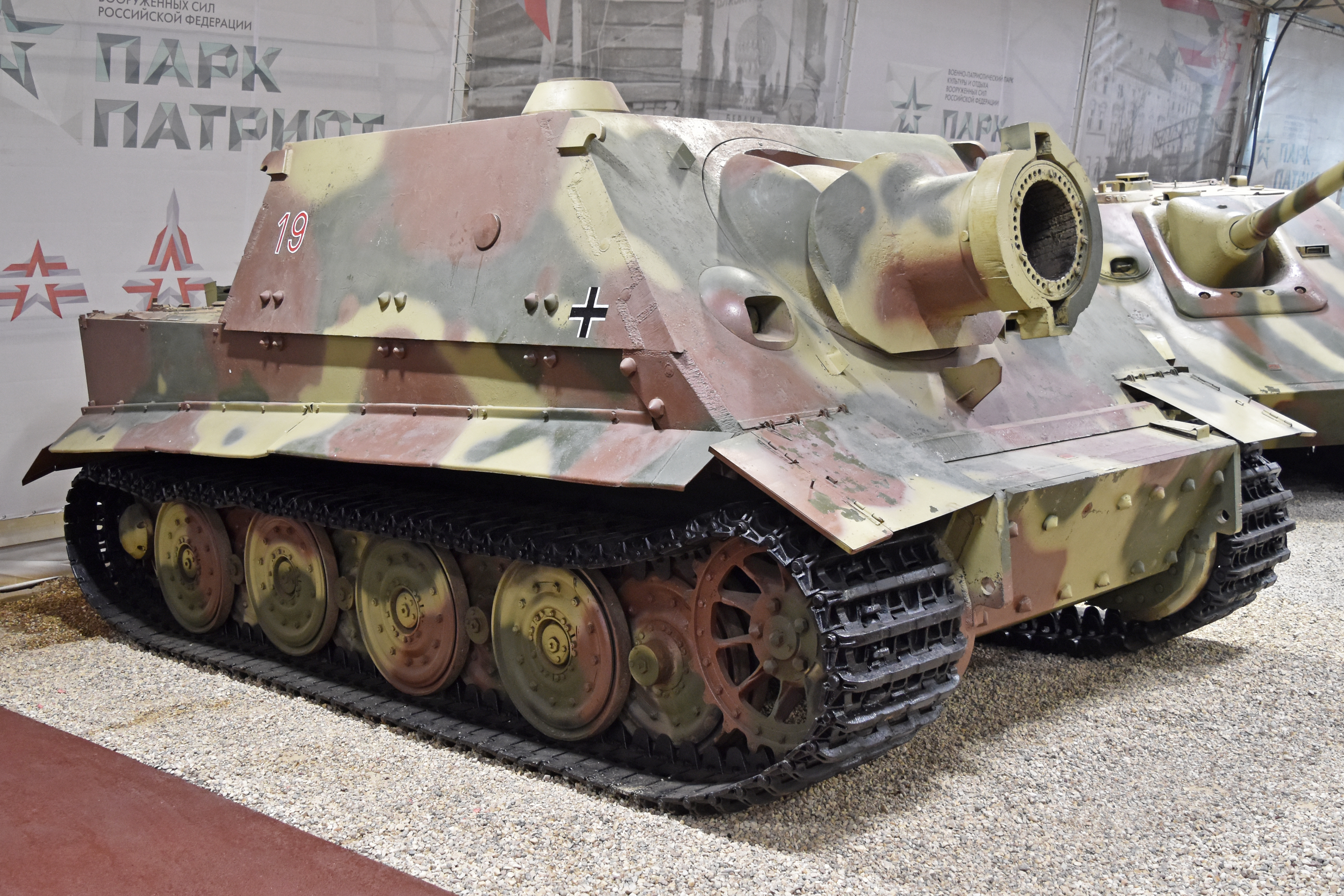
Sturmtiger im Patriot Park, Kubinka

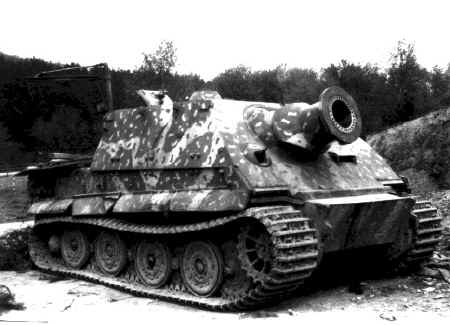
Sturmpanzer VI Sturmtiger mit Hinterhalt-Tarnung

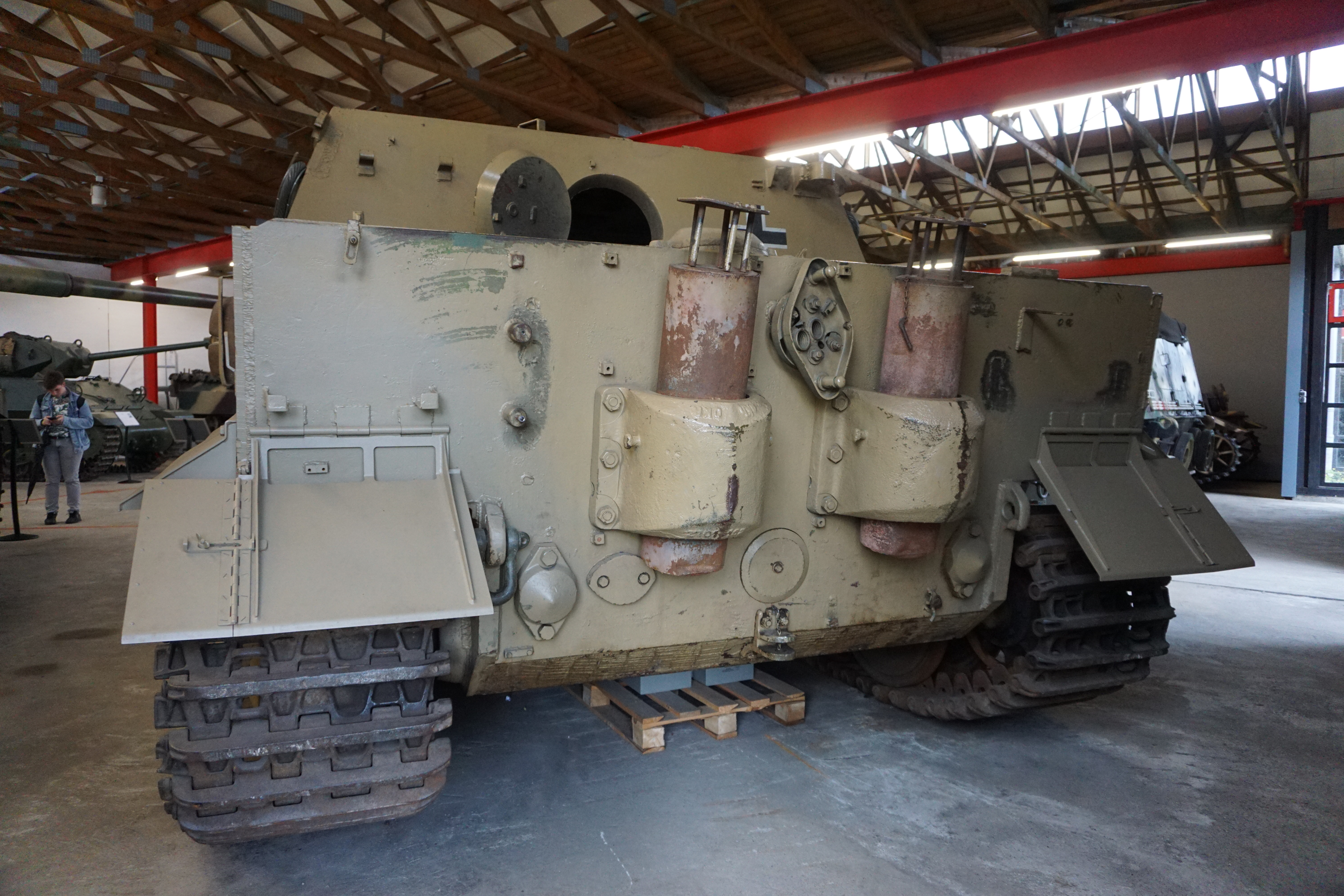
Heckansicht des Sturmmörsers im Dt. Panzermuseum Munster

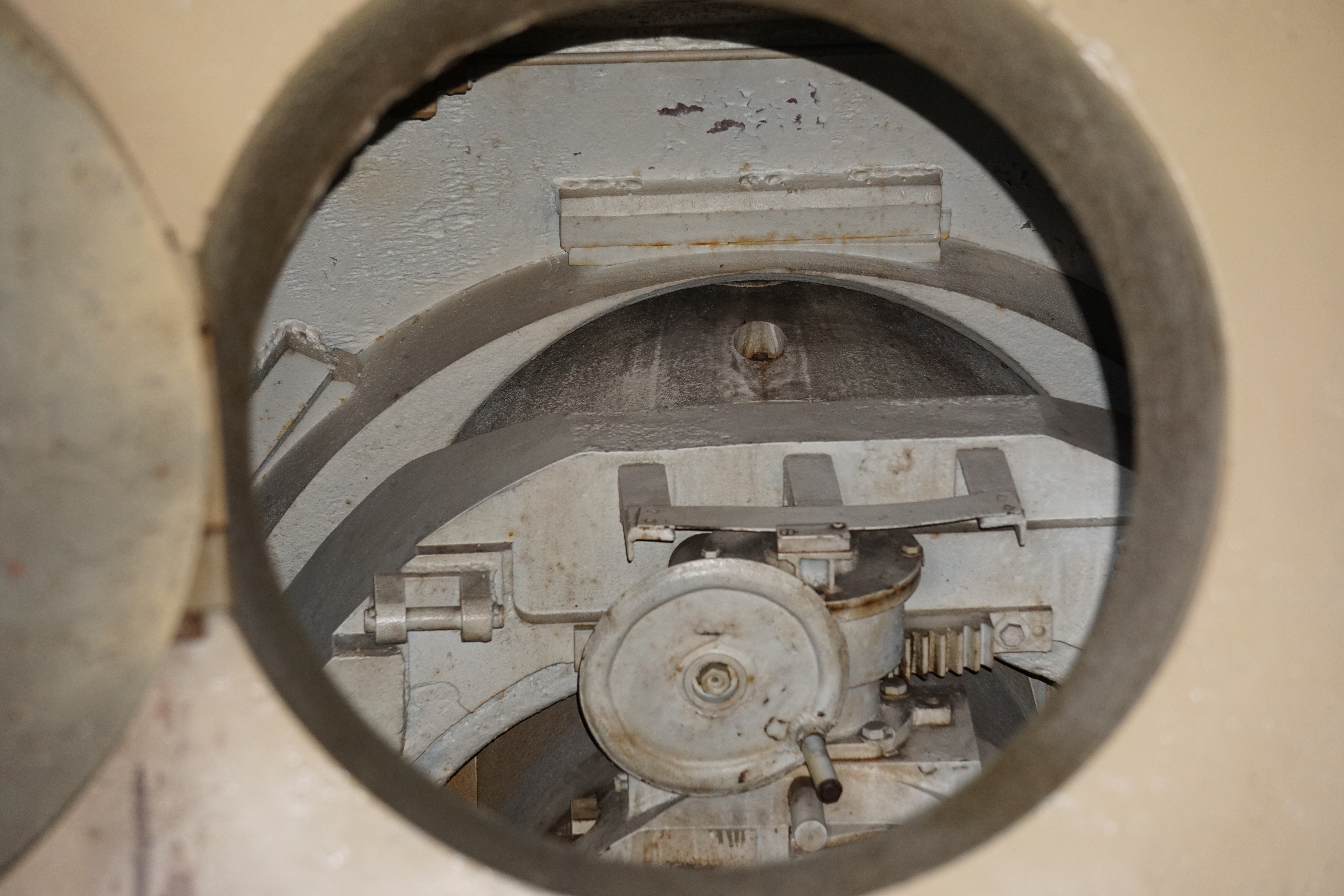
Foto des Innenraums des Sturmtigers, fotografiert durch die geöffnete Ladeluke im Dt. Panzermuseum Munster

Der 38 cm Sturmmörser, auch bekannt als Sturmmörser Tiger, oder umgangssprachlich als Sturmtiger benannt, war eine schwere, gepanzerte Artillerieselbstfahrlafette, die von der deutschen Wehrmacht im Zweiten Weltkrieg eingesetzt wurde.

## Entwicklung

### Vorgeschichte
Der Sturmtiger hat, anders als man erwarten könnte, eine Entwicklungsgeschichte, die auf eine Initiative der deutschen Kriegsmarine zurückgeht. Rheinmetall-Borsig hatte auf Veranlassung der Kriegsmarine einen Raketenwerfer entwickelt, der ein großkalibriges Geschoss von der Küste auf U-Boote feuern können sollte. Diese Waffe verschoss die 38-cm-Raketen-Tauchgranate. Die ortsfesten Werfer wurden auf Drehscheiben montiert, für welche die Marine Befestigungsanlagen baute. Angesichts einer Reichweite von 3.000 Metern kam schon bald der Gedanke auf, diese Werfer (Abgangsgeräte) mit einer Selbstfahrlafette zu versehen.
An dieser Stelle kam es zum Konflikt zwischen dem Heer und der Kriegsmarine, da man seitens des Heeres der Auffassung war, dass es keine landgestützten, fahrbaren Artilleriewaffen der Kriegsmarine geben solle, um im Gefecht einen einheitlich geführten Feuerkampf zu ermöglichen. Das Heer ergriff daraufhin die Initiative und ließ ein entsprechendes Fahrzeug entwerfen und den Werfer weiter verbessern. Das Heer unterbreitete am 5. August 1943 die Idee, mit dieser Waffe eine Selbstfahrlafette zu entwickeln. Generalinspekteur Heinz Guderian schlug vor, vorerst nur einen Prototyp zu bauen. Das Vorhaben wurde unter der Vorgabe genehmigt, dass die geplante Panzerproduktion nicht davon beeinflusst würde.

### 38 cm Raketenwerfer 61 (RW 61)
Die Raketen-Tauchgranate sollte umkonstruiert werden, um für ein Fahrzeug zur „Bekämpfung befestigter Stellungen“ geeignet zu sein. Erreicht wurde eine erste Reichweitensteigerung auf 5.000 m und die Neuentwicklung eines Geschosses mit einem Aufschlagzünder für das nun als 38-cm-Raketen-Werfer 61 (RW) bezeichnete Gerät. Die Munition für die Waffe durchlief eine eigene Weiterentwicklung, bis schließlich die 38-cm-Raketen-Sprenggranate 4581 mit einer nochmals gesteigerten Reichweite als letzte Form der Munition für den RW 61 festgelegt wurde. Zusätzlich wurde Anfang 1945 noch eine Hohlladungsgranate entwickelt, welche in der Lage sein sollte, 2,5 m Stahlbeton zu durchschlagen.

### Fahrzeugauswahl
Die Auswahl des Fahrzeugs als Träger für diesen Werfer erfolgte unter verschiedenen Gesichtspunkten. Zum einen war bekannt, dass Artillerieselbstfahrlafetten in Frontnähe schnell gegnerisches Feuer auf sich zogen. Weiterhin war ein ausreichender Vorrat der Munition unter dem entsprechenden Panzerschutz eines frontnah eingesetzten Fahrzeugs mitzuführen. Eine ausreichende Beweglichkeit war bei der maximalen Reichweite von 5.000 m natürlich auch erforderlich. Es sollte keine Spezialkonstruktion sein und die Ersatzteilversorgung musste gesichert sein, um keinen negativen Einfluss auf die Panzerproduktion zu haben.
Diese Aspekte führten zur Entscheidung, als Fahrgestell die Wanne des Panzerkampfwagen VI Ausf. E „Tiger I“ zu verwenden. Aufgrund des Gewichts von 65 Tonnen wurde bestimmt, dass ausschließlich die aktuellen, gummigefederten Stahllaufrollen auf den 38-cm-Sturmmörsern verwendet werden sollten. Da mit gewisser Regelmäßigkeit beschädigte Fahrzeuge zur Instandsetzung in die Heimat geschickt wurden, war die Frage der Verfügbarkeit geklärt. Das Fahrwerk konnte mit seiner Motorisierung sowohl den entworfenen Aufbau als auch den montierten Raketenwerfer 61 inklusive Munition mit zufriedenstellender Leistung bewegen, wenn auch das Gewicht für die Fahrwerkstechnik grenzwertig war.
Zwischenzeitlich beteiligten sich drei Unternehmen maßgeblich am neuen Projekt. Das Werk Sömmerda von Rheinmetall beschäftigte sich mit Waffe und Munition, die Panzerteile für das Fahrzeug wurden bei den Brandenburger Eisenwerken Kirchmöser bei Brandenburg an der Havel gefertigt und die Endmontage wurde bei Alkett in Spandau durchgeführt. Henschel war insofern beteiligt, als instandgesetzte und überholte Fahrgestelle zur Verfügung gestellt werden mussten.

### Prototyp
Der in Weichstahl ausgeführte Prototyp wurde Hitler am 20. Oktober 1943 auf dem Truppenübungsplatz Arys vorgestellt. Dieses Fahrzeug soll im Anschluss zur Panzer-Ersatz-Abteilung 500, bei der Tiger-Besatzungen ausgebildet wurden, überstellt worden sein. Es dauerte bis zum 19. April 1944, bis Hitler die Anweisung gab, unter Berücksichtigung der gegebenen Fertigungsmöglichkeiten erst einmal zwölf Fahrzeuge zu fertigen. In Hitlers Vorstellung hatte das Fahrzeug zu diesem Zeitpunkt eine große Bedeutung erlangt und es wurde angewiesen, 300 Schuss Munition pro Monat dafür zu fertigen. Auch das Prototyp-Fahrzeug sollte nach einer Einsatzerprobung bei der Verlegung in den Westen im Alkett-Werk nachgearbeitet und mit einem Panzerstahl-Aufbau versehen werden.

## Produktion
Initial wurde von einer Fertigung von 10 Fahrzeugen pro Monat ausgegangen. Zwischen dem 19. April und dem 23. September 1944 gelang bei ALKETT die Fertigung von 10 38-cm-Sturmmörsern auf Reparaturfahrgestellen. Am 23. September beglückwünschte Hitler den Werksobermeister Hahne und gab die Anweisung, dass monatlich fünf Reparaturfahrgestelle des Tiger I zu 38-cm-Sturmmörsern umzubauen wären.
Insgesamt wurden jedoch nur 18 38-cm-Sturmmörser gebaut und 317 Schuss der normalen R.Sprgr. 4581 an die Truppe ausgeliefert. Die Fertigung verteilte sich wie folgt: August 1944 (3 Fahrzeuge), September 1944 (10 Fahrzeuge), Dezember 1944 (5 Fahrzeuge).

## Technische Beschreibung
Aus seinem extrem kurzen Lauf (205,4 cm) schoss der Raketenwerfer 61 die 148,9 cm lange und 345 kg schwere Granate bis zu 5650 m weit. Das Projektil enthielt 125 kg Sprengstoff und besaß einen Feststoffraketenantrieb aus Diethylenglycol, der sie von der mäßigen Mündungsgeschwindigkeit von 45 m/s auf eine Endgeschwindigkeit von 250 m/s beschleunigte. Das Rohr hatte neun Züge, um dem Geschoss einen leichten Drall zu geben, der Verschluss erfolgte mit einer zur rechten Seite weggleitenden Verschlussplatte. Die Liderung erfolgte durch drei Ringe im Bereich des Verschlusses.
Die Verbrennungsgase wurden nach vorne umgelenkt, damit diese beim Nachladen nicht im Kampfraum konzentriert wurden. Das Geschütz wies hierzu einen Ring von Bohrungen auf; je nach Quelle dienten diese zur Reduzierung des enormen Rückstoßes oder zum Entfernen der Gase nach dem Schuss durch eingeblasene Luft.
Auf dem Dach des Sturmtigers hatten die Konstrukteure einen kleinen Ladekran mit Ausleger montiert, mit dem die schweren Granaten mittels einer Seilwinde leichter in das Fahrzeug gehievt werden konnten.
Die fünf Mann starke Besatzung wurde durch eine massive Panzerung (bis 15 cm) geschützt, an Munition konnte das Fahrzeug bis zu 14 Granaten mitführen (12 Stück im Panzer, eine im Rohr und eine in der Ladevorrichtung). Zur Selbstverteidigung war ein Maschinengewehr 34 in einer Kugelblende in der frontalen Panzerung des Aufbaus montiert.

## Einsatz
Die Ereignisse des Sommers 1944, mit dem Zusammenbruch der Heeresgruppe Mitte und dem folgenden polnischen Aufstand in Warschau, führten dazu, dass Einheiten und Gerät zum Einsatz gebracht wurde, welches sicherlich in einer anderen Kriegslage nicht im Kampfeinsatz verwendet worden wäre. So wurde der vorhandene 38-cm-Sturm-Mörser Prototyp am 12. August verladen und traf am 15. August in Pruszków südwestlich von Warschau ein. Filmaufnahmen zeigen das Fahrzeug beim Schuss. General Nikolaus von Vormann als Befehlshaber der 9. Armee äußerte sich kritisch über die artilleristischen Fähigkeiten der Besatzung und bezeichnete diese als Fabrikarbeiter. Nach dem Einsatz erfolgte am 28. August der Rücktransport nach Deutschland ins Alkett-Werk, damit das Fahrzeug mit einer regulären Panzerung versehen wurde. Diese Darstellung passt zu den Äußerungen Hitlers in der Besprechung mit Speer, dass der „38-cm mit Eisenaufbau nach Erfüllung seiner Aufgabe im Osten... in Berlin bei Alkett mit Stahlaufbau zu versehen“ sei. Es wird bezüglich der Sturm-Mörser-Kompanie 1000 über ein Ende des Einsatzes am 25. August 1944 mit einer folgenden Verlegung per Bahn nach Frankreich berichtet, bei genauer Prüfung erscheint es jedoch wahrscheinlicher, dass ein Marschbefehl für die Verlegung des Prototyps in das von den Westalliierten bedrohte Paris befohlen wurde, wo jedoch nie ein Sturmtiger ankam.
Ursprünglich hatte man die Aufstellung vollständiger Sturmmörserabteilungen geplant. Auf dieser Planung beruhend erhielt die Sturm-Mörser-Abteilung 1001 (vermutlich ist die Kompanie gemeint) am 11. Oktober 4 Fahrzeuge zugeteilt. Anfang März waren 13 Fahrzeuge in den Stärkemeldungen der Verbände zu finden und 3 weitere Fahrzeuge in den Zeugämtern.
Doch angesichts der langsamen Produktion erfolgte die Aufstellung von Sturmmörser Kompanien 1000, 1001 und 1002.
Folgende Fundstellen von erbeuteten Fahrzeugen sind inzwischen identifiziert: Oberembt (Februar), Hützemert (April/Mai), Brumby (April/Mai), Ebendorf (April/Mai), Menden (April/Mai), Rogäsen (April/Mai), Frontenhausen (April/Mai), Lichtentanne (April/Mai).

### Sturm-Mörser-Kompanie/Batterie 1000
Aufstellung am 13. August 1944 – Unterstellung bei der Heeresgruppe Mitte am 14. August, Verlegung per Bahn zwischen dem 15. und 18. August mit zwei Fahrzeugen in den Raum Warschau ohne vorherige Ausbildung der Besatzungen. Am 10. September erfolgt eine Unterstellung bei der Panzerbrigade 109 in Ungarn. Als Kompanie am 20. Oktober 1944 wurden die Fahrzeuge von Budapest nach Warschau verlegt, von wo die Einheit am 22. Oktober zur Wiederauffrischung auf den Truppenübungsplatz Senne (TrÜbPl Senne) kommandiert wurde. Vom 13. November bis Anfang Dezember verblieb die Einheit dort und wurde für das Unternehmen „Wacht am Rhein“ der 15. Armee zugeteilt (nur 3 Fahrzeuge). Die Verlegung verlief langsam und noch auf dem Transport erfolgte die Zuteilung zur 6. Panzer-Armee.
Am 23. Januar 1945 erfolgte eine Umgliederung zur Artillerie-Einheit und Umbenennung in Sturm-Mörser-Batterie 1000.

### Sturm-Mörser-Kompanie/Batterie 1001
Aufstellung am 23. September 1944 – Ein Zug (2 Fzge) war am 28. September und ein Zug (2 Fzge) am 5. Oktober einsatzbereit, wobei sich die Kompanie am 22. Oktober 1944 als einsatzbereit meldete. Per 10. November wurde sie dem OB West unterstellt und in die Bereitstellung für die Ardennenoffensive befohlen. Wie die Schwesterkompanie 1001 wurde sie erst der 15. Armee und dann der 6. Panzer-Armee unterstellt. Einsatz erfolgte zwischen Aachen und Köln an den Nordausläufern der Eifel im Raum Düren – Euskirchen. Bei Ende der Ardennenoffensive wurde sie aufs östliche Rheinufer verlegt, über Bonn zurückweichend durch das Bergische Land (Raum Drolshagen) in Richtung Sauerland.
Ebenfalls am 23. Januar 1945 erfolgte eine Umgliederung zur Artillerie-Einheit (Batterie). Die letzten 3 Sturmmörser wurden gesprengt und die Besatzungen ergaben sich den Amerikanern.

### Sturm-Mörser-Kompanie/Batterie 1002
Aufstellung am 22. Oktober 1944 – Kommandeur bei Aufstellung war Oberleutnant Zippel. Ab Dezember 1944 wurde sie dem OB West unterstellt. Erster Einsatz war bei den Kämpfen im Bereich der 1. Fallschirm-Armee vom 7. bis 22. Februar 1945 im Raum Kleve am Niederrhein (Reichswald).
Wie die anderen beiden Kompanien am 23. Januar 1945 unterlag sie der Umgliederung zur Artillerie-Einheit (Batterie) und Zuführung von zwei weiteren Fahrzeugen. Nach Abschluss der Kämpfe am Niederrhein erfolgte die Verlegung auf die östliche Rheinseite bei Reinsberg. Einsatz der Batterie bei Dorsten, Kirchhellen (Kreis Recklinghausen) und Datteln. Weitere Rückzugskämpfe ostwärts über Marl nach Minden. Ein Fahrzeug wurde nach Fotodokumenten bei Ebendorf von den Amerikanern erbeutet, es war zuvor im Schachteingang einer Kohlenmine versteckt und kam nur zum Feuern heraus.
Im März 1945 wurden die letzten zwei Fahrzeuge dort gesprengt und die Besatzungen gingen in Gefangenschaft.

### Zusammenfassung
Die Feuerkraft und Zerstörungswirkung des Geschosses hatten einen die deutsche Führung beeindruckenden, moralischen und physischen Effekt auf den Gegner. Bei der Gegenoffensive in den Ardennen und in den Abwehr- und Rückzugskämpfen der Jahre 1944/1945 konnte jedoch ein solches Fahrzeug, welches eine komplexe Versorgungs- und Instandhaltungslogistik erforderte, kaum effektiv zum Einsatz gebracht werden. Der Einsatz als „Ersatz“ für eine reguläre Artillerieausstattung eines Kampfverbandes muss bereits durch die geringe Feuerfolge, Munitionsreserve und die allzu schnelle Aufklärung durch den Gegner, welche zwingend Gegenmaßnahmen auf sich zog, als Notlösung bezeichnet werden.
Die in Protokollen dokumentierte fehlende Präzision im Schuss, auch bei guter Ausbildung der Besatzung, war auf die Charakteristik der Munition zurückzuführen.
Kritische Äußerungen aus der Retrospektive muss man auf die unterschiedlichen Aspekte der Entwicklungsgeschichte zurückführen. Zum einen wurde die Entwicklung begonnen, als vielen der an der Entwicklung beteiligten Personen kaum klar gewesen sein dürfte, dass der Krieg künftig praktisch nur noch aus Rückzugskämpfen bestehen würde. Weiterhin gab es auch innerhalb der Wehrmacht Personen, welche 1944 eine Projekteinstellung forderten, was sich jedoch gegen den Willen Hitlers praktisch nicht realisieren ließ. Betrachtet man, in welchem Umfang das Fahrzeug eingeführt und wie es konzeptioniert wurde, kann man jedoch von der ressourcenschonendsten und wirtschaftlichsten Lösung ausgehen, die unter den gegebenen Umständen möglich war.
Faktisch ist der tatsächliche militärische Beitrag dieser monströs wirkenden Waffe allein schon wegen der geringen Stückzahl als gering zu bewerten, wenn auch in Einzelfällen reale Effekte beim Gegner erreicht werden konnten.

## Technische Daten

Waffensystem und Munition
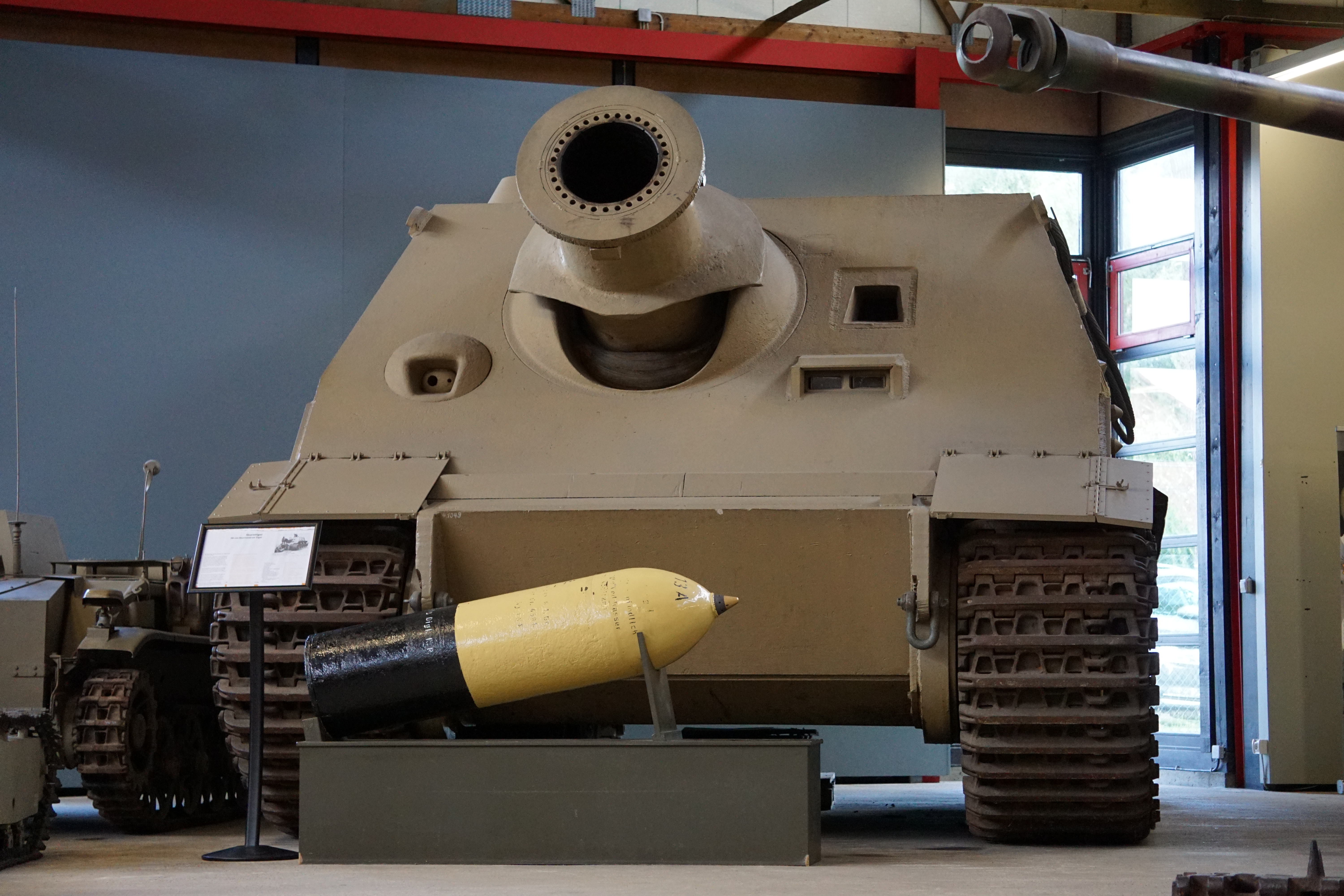
Sturmtiger mit Geschoss (ausgestellt im Dt. Panzermuseum Munster)
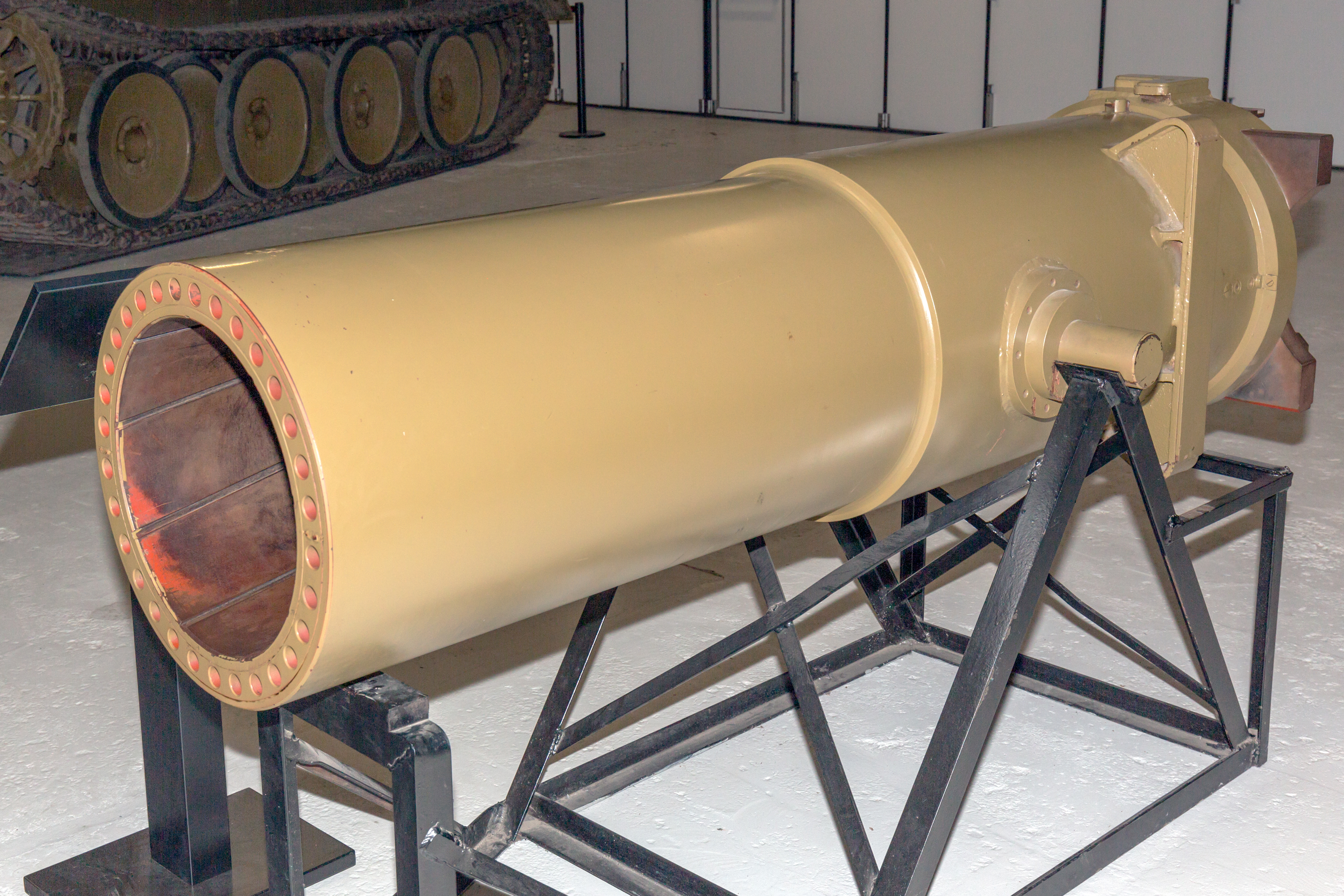
Rohr des 38 cm Raketenwerfer 61 (RW 61)
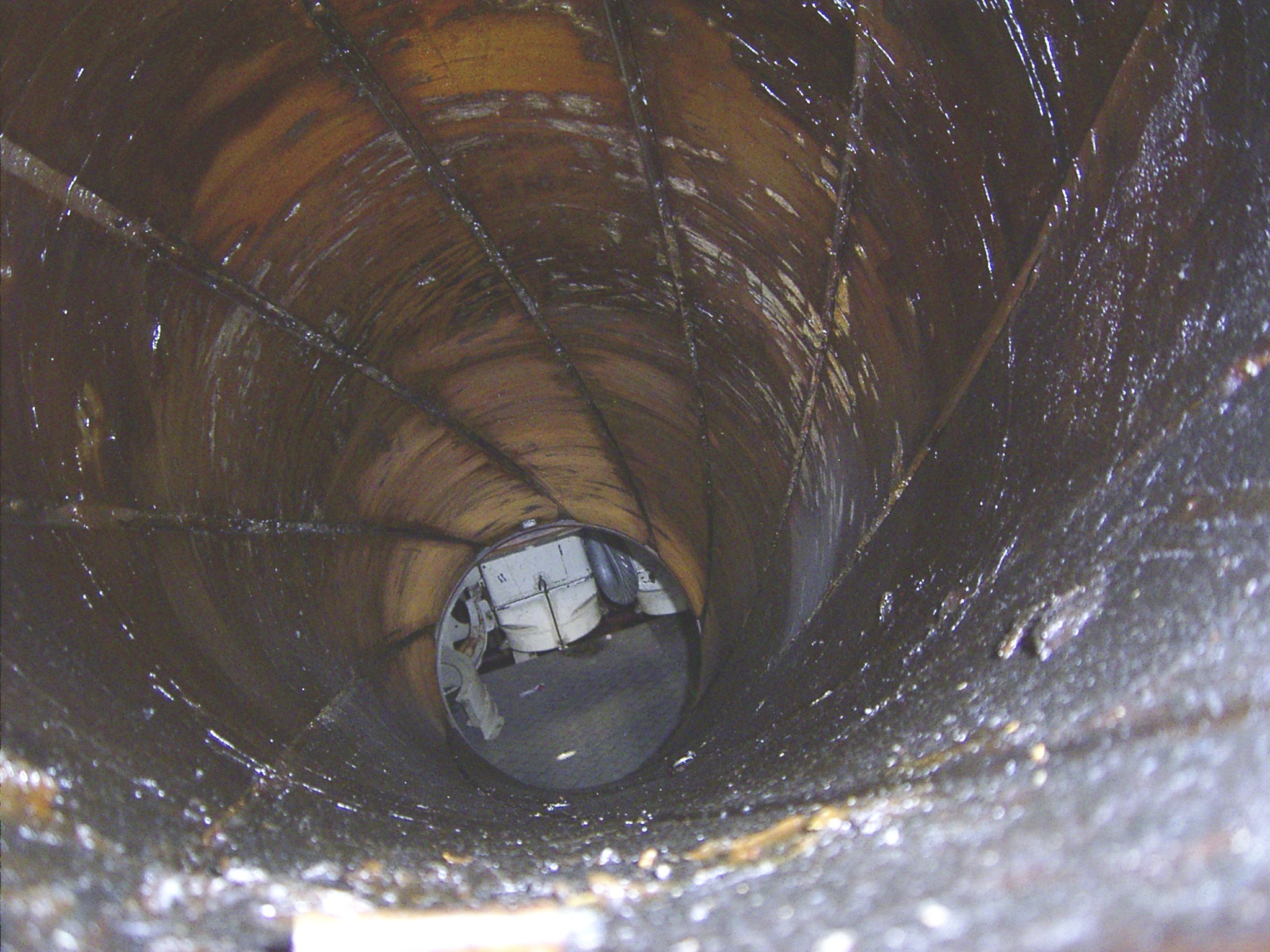
Blick durch das Rohr ins Innere des Sturmtigers
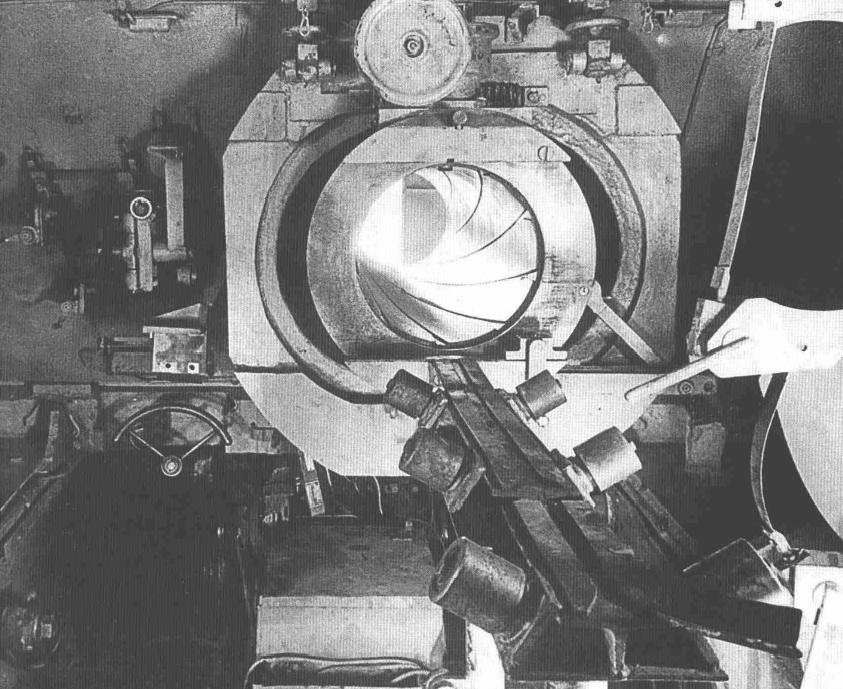
Ladeschale mit Rollen und offenem Verschluss
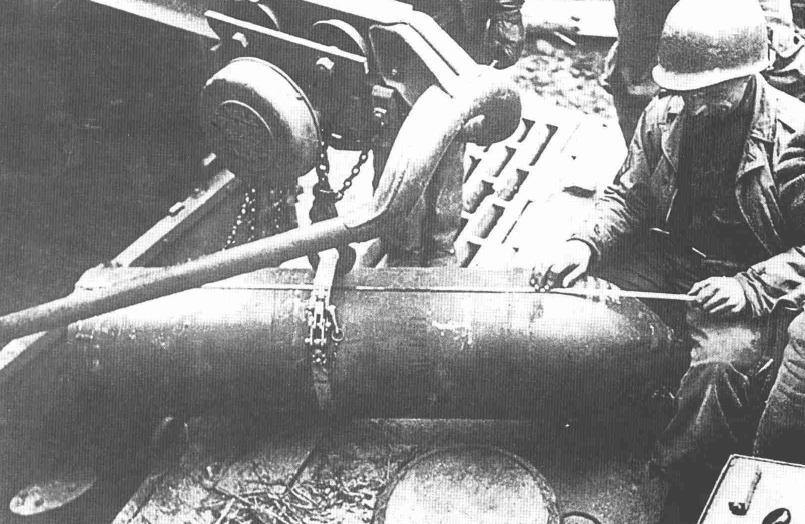
US-Soldat beim Vermessen eines 38-cm-Projektils auf dem Motorendeck eines Sturmtigers
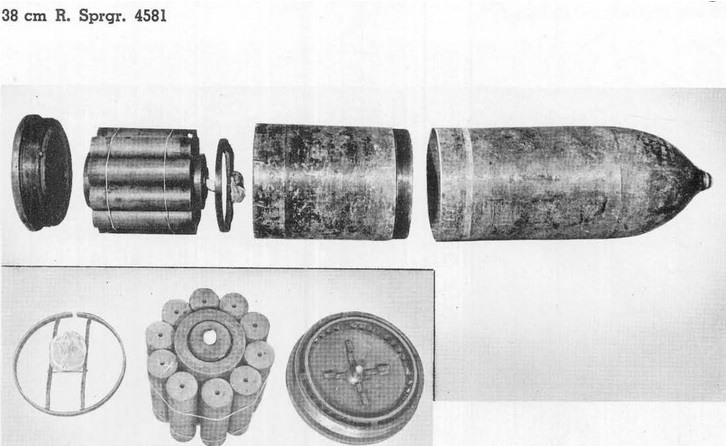
Raketensprenggranate 4581

- Bodenfreiheit: 47 cm
- Kletterfähigkeit: 79 cm
- Watfähigkeit: 120 cm
- Grabenüberschreitfähigkeit: 230 cm
- Steigfähigkeit: bis zu 35°
- Geschwindigkeit
  - Straße: 40 km/h
  - Gelände: 24 km/h
- Kraftstoffvorrat: 534 l
- Fahrbereich: 120 km auf Straße, 85 km in mittelschwerem Gelände
- Bewaffnung
  - 38-cm-SturmMörser RW61 L/5,4
    - Zielmittel: Pak 3 × 8°
    - Mündungsgeschwindigkeit: Sprenggranate 45 m/s
    - Munition: 14 Schuss

  - 1 × 7,92-mm-MG 34 im Bug
    - Munitionsvorrat insgesamt: 800 Schuss
- Panzerung
  - Wanne
    - 150 mm Bug / Neigung 66°
    - 80 mm Fahrerfront / 35°
    - 80 mm Wannenseite oben / 90°
    - 60 mm Wannenseite unten
    - 80 mm Heck / 82°
    - 26 mm Boden / 0°

  - Turm
    - 150 mm Aufbaufront / 45°
    - 80 mm Aufbauseite / 70°
    - 80 mm Heck / 80°
    - 40 mm Decke / 0°
- Besatzung: 5
- Hersteller: Alkett
- Stückzahl: 18

## Museale Rezeption
- Deutsches Panzermuseum Munster – das Fahrzeug wurde bei Ebendorf (nördlich Magdeburg) erbeutet und in die USA verbracht – es stand lange auf dem Aberdeen Proving Ground – wurde später der WTS auf der Erprobungsstelle 91 in Meppen übergeben und steht nun als Leihgabe im Panzermuseum Munster
- Panzermuseum Kubinka – das Fahrzeug wurde nach unterschiedlichen Quellen im April 1945 bei Rogäsen von der sowjetischen 3. Armee erbeutet
- Tank Museum (Bovington): Bewaffnung 38-cm-RW 61

## Einzelnachweise

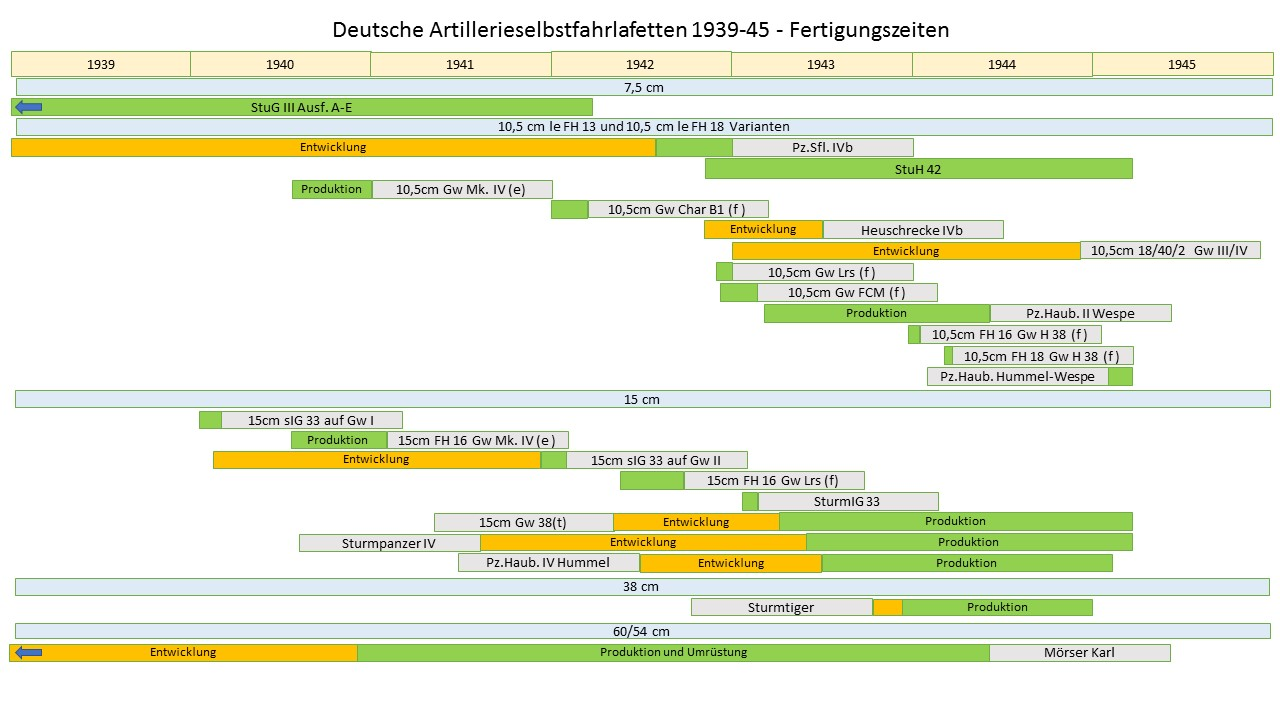